# Poprat
Poprat (cyr. Попрат) – wieś w Czarnogórze, w gminie Tuzi. W 2011 roku liczyła 33 mieszkańców.